# Bruno Tardon
Pour les articles homonymes, voir Tardon.
Bruno Tardon, né en 1942, est un scénariste français de cinéma et de télévision.  

## Biographie
Bruno Tardon est le fils du poète et écrivain Raphaël Tardon et de Paulette Jolly.
En 1998, il fait l'adaptation de l'ouvrage de son père Raphaël Le combat de Schœlcher, pour le film de télévision Victor Schœlcher, l'abolition, réalisé par Paul Vecchiali, pour célébrer le 150e anniversaire de l'abolition de l'esclavage.

## Filmographie

### Cinéma
- 1979 : C'est dingue... mais on y va, de Michel Gérard, avec Stéphane Hillel, Maurice Biraud, Pierre Tornade
- 1981 : Putain d'histoire d'amour, de Gilles Béhat, avec Richard Berry, Mirella d'Angello, Arielle Dombasle
- 1982 : Plus beau que moi, tu meurs, de Philippe Clair, avec Aldo Maccione, Raymond Pellegrin, Philippe Castelli
- 1984 : Par où t'es rentré? On t'a pas vu sortir, de Philippe Clair, avec Jerry Lewis, Marthe Villalonga, Jackie Sardou
- 1985 : Les Spécialistes, de Patrice Leconte, avec Bernard Giraudeau, Gérard Lanvin, Christiane Jean
- 1987 : Ennemis Intimes, de Denis Amar, avec Michel Serrault, Wadeck Stanczak, Ingrid Held
- 1987 : Cayenne Palace, de Alain Maline, avec Richard Berry, Jean Yanne, Xavier Deluc
- 1995 : Le Cavalier des nuages, de Gilles Béhat, avec Richard Berry, Nadia Farès, Jean-Claude Drouot
- 1998 : Une chance sur deux, de Patrice Leconte, avec Jean-Paul Belmondo, Alain Delon, Vanessa Paradis

### Télévision
- 1982 : Le secret des andrônes, de Sam Itzkovitch, avec Françoise Christophe, Julien Guiomar, Dora Doll
- 1990 : Les Spécialistes : Baie des Anges Connection, de Patrick Jamain, avec Christiane Jean, Isabel Otero, Jean-Pierre Bouvier
- 1993 : Les Audacieux, de Armand Mastroianni, avec Robert Wagner, Isabelle Pasco, Jean-Yves Berteloot
- 1993 : Chute libre, de Yves Boisset, avec Christophe Malavoy, Philippe Léotard, Barbara Rudnik
- 1994 : Un Jour avant l'aube, de Jacques Ertaud, avec Xavier Deluc, Jean-Pierre Bouvier, Edward Meeks
- 1995 : In uns die Hölle, de Urs Egger, avec Max Tidof, Katja Flint, Karlheinz Hackl
- 1995 : La Femme dangereuse, de Gilles Béhat, avec Christine Boisson, Didier Bezace, Jean-Claude Drouot
- 1995 : Le Cavalier des nuages, de Gilles Béhat, avec Richard Berry, Nadia Farès, Jean-Claude Drouot
- 1997 : Cassidi et Cassidi : Le prix de la liberté, de Joël Santoni, avec Cécile Auclert, Elizabeth Bourgine, Patrick Catalifo
- 1997 : Cassidi et Cassidi : Le démon de midi, de Joël Santoni, avec Cécile Auclert, Elizabeth Bourgine, Patrick Catalifo
- 1998 : Victor Schœlcher, l'abolition, de Paul Vecchiali, avec Jacques Perrin, Ludmila Mikaël, François Marthouret
- 1998 : Les insoumis, de Gérard Marx, avec Antonella Ponziani, Bernard Verley, Thierry Neuvic
- 2006 : Commissaire Moulin : Le petit fugitif, de José Pinheiro, avec Yves Rénier, Clément Michu, Régis Anders
- 2008 : Le Bonheur dans le crime, de Denis Malleval, avec Didier Bourdon, Grégori Derangère, Marie Kremer